# 28P/Neujmin
O 28P/Neujmin, também conhecido como Neujmin 1, é um grande cometa periódico do sistema solar. Com uma distância de periélio (abordagem mais próximo do Sol) de 1,5 UA, este cometa não faz abordagens perto da Terra.
O núcleo do cometa é estimado em 21,4 quilômetros de diâmetro, com um baixo albedo de 0,025. Como esse cometa tem um grande núcleo, ele vai ter uma magnitude mais brilhante do que 20º no início de 2019, cerca de dois anos antes de vir ao periélio. Quando se trata de oposição em maio 2020, quando ainda estiver a 3,5 UA do Sol, ele provavelmente vai ter uma magnitude aparente em torno de 16,9. Mas, durante a passagem do periélio em 2021 o cometa estará no lado oposto do Sol em relação a Terra. O cometa não é conhecido por atividade de explosões brilhantes.

## Descoberta
Ele foi descoberto em 3 de setembro de 1913, pelo Grigory N. Neujmin.

## Características orbitais
A órbita deste cometa tem uma excentricidade de 0,7755 e possui um semieixo maior de 6,911 UA. O seu periélio leva o mesmo a uma distância de 1,551 UA em relação ao Sol e seu afélio a 12,27 UA.